# 山口明穂
山口 明穂（やまぐち あきほ、1935年6月16日 - 2018年8月27日）は、日本の国語学者。東京大学文学部教授を経て、東京大学名誉教授。

## 経歴
神奈川県横浜市鶴見区生まれ。精華小学校、横浜国立大学附属中学校、東京都立日比谷高校を経て、1959年東京大学文学部国文学科卒業。1963年、同大学大学院人文科学研究科国語国文学専修博士課程中退。
同年12月、愛知教育大学専任講師、1967年助教授。1968年、白百合女子大学助教授、1976年教授、1977年東京大学文学部助教授、1985年教授。1996年、東京大学を定年退官し、名誉教授、中央大学文学部教授に就任。2006年、定年退職。
2018年8月27日、肺炎のため、東京都町田市の病院で死去、享年83歳。死去日をもって叙従四位瑞宝中綬章追贈。

## 著書
- 『中世国語における文語の研究』 明治書院 1976
- 『国語の論理 古代語から近代語へ』 東京大学出版会 1989.3
- 『日本語を考える 移りかわる言葉の機構』 東京大学出版会 2000.9
- 『日本語の論理 言葉に現れる思想』 大修館書店 2004.2

### 共編著
- 『旺文社詳解国語辞典』 秋本守英共編 旺文社 1985.11
- 『国文法講座　全6巻別巻』 明治書院 1987-1988
- 『岩波漢語辞典』 竹田晃共編 岩波書店 1987.11
- 『日本の言語文化2 』放送大学 1993
- 『古典文法必携』 學燈社 1993
- 『岩波新漢語辞典』 竹田晃共編 岩波書店 1994.1
- 『日本語の変遷』 放送大学 1997
- 『旺文社国語辞典』 松村明、和田利政共編 第9版 旺文社 1998.9
- 『日本語文法大辞典』 秋本守英共編 明治書院 2001.3
- 『旺文社古語辞典』 松村明、和田利政共編 第9版 旺文社 2001.10
- 『王朝文化辞典 万葉から江戸まで』 鈴木日出男共編 朝倉書店 2008.11

### 校註
- 『鎌倉右大臣家集 源実朝』 久保田淳共編 笠間書院 1972
- 『明恵上人集』 久保田淳共編 岩波文庫 1981
- 『六百番歌合』 久保田淳共編 新日本古典文学大系38 岩波書店 1998.12
- 『平家物語 現代語訳』 學燈社 2006.9

### 記念論文集
- 国語学論集 山口明穂教授還暦記念会 明治書院 1996